# Nicola Calipari
Nicola Calipari (Reggio Calabria, 23 giugno 1953 – Baghdad, 4 marzo 2005) è stato un poliziotto, militare e agente segreto italiano.
Fu ucciso da soldati statunitensi, nel contesto della guerra in Iraq, il 4 marzo del 2005, mentre si recava su un'autovettura all'aeroporto di Baghdad, nelle fasi immediatamente successive alla liberazione della giornalista Giuliana Sgrena, del quotidiano Il Manifesto. Era sposato con Rosa Maria Villecco, la coppia aveva due figli.

## Biografia

### Origini e formazione
Entró a far parte degli scout nel reparto «Aspromonte» del gruppo Reggio Calabria 1 dell'Associazione Scouts Cattolici Italiani (ASCI). Dal 1965 segue tutto il percorso educativo fino a diventare, nel 1973, capo scout nei gruppi Reggio Calabria 1 e Reggio Calabria 3 AGESCI; in seguito conseguì il diploma di laurea in giurisprudenza presso l' Università degli Studi di Messina. 

### La carriera nella Polizia di Stato
Nel 1979, si arruola in Polizia e diventa funzionario, dal settembre di quell'anno al 1982 Commissario in prova, addetto alla Squadra Mobile prima e Dirigente della Squadra Volanti poi della Questura di Genova. Nel 1980 viene collocato in aspettativa per svolgere il servizio militare. Dal 1982 al maggio 1989 ricopre vari incarichi fino a Dirigente della Squadra Mobile prima e Vice Capo di Gabinetto poi della Questura di Cosenza.
Nel 1988 ha effettuato un periodo di missione di tre mesi per collaborare con la National Crime Authority australiana al fine di comprovare l'effettiva esistenza della radicazione della 'ndrangheta nel continente australiano. Dal maggio 1989 al 1993 è in servizio alla Questura di Roma e dal 1993 al 1996 è Vice Dirigente della Squadra Mobile della Questura di Roma. Nel 1996 è Primo Dirigente della Questura di Roma e dal marzo 1997 al 1999 Direttore del Centro Interprovinciale Criminalpol della Questura di Roma. Dal 1999 al novembre 2000 diviene Direttore della 3ª e della 2ª Divisione del Servizio Centrale Operativo (SCO) della Direzione Centrale per la Polizia Criminale.
Dal novembre 2000 al marzo 2001 è Vice Consigliere ministeriale alla Direzione Centrale per la Polizia Stradale, Ferroviaria, di Frontiera e Postale del ministero dell'Interno.
Dal marzo 2001 all'agosto 2002 Dirigente dell'Ufficio Stranieri della Questura di Roma.
L'amministrazione della Polizia gli ha conferito molti riconoscimenti per le operazioni di polizia giudiziaria portate a termine con successo relative, in particolare, ad operazioni antidroga e di contrasto al traffico internazionale di armi.

### L'ingresso nel SISMI
Dopo oltre 20 anni di servizio in Polizia entra al Servizio per le informazioni e la sicurezza militare (SISMI) nell'agosto 2002, collocato in posizione fuori ruolo presso la Presidenza del Consiglio dei Ministri. Successivamente diviene Capo dipartimento della 2ª Divisione "Ricerca e Spionaggio all'Estero", nell'ambito operativo per le operazioni estere del Servizio d'intelligence (secondo solo al Direttore generale Nicolò Pollari) e viene assegnato alle operazioni in corso in Iraq.
Durante il suo incarico è responsabile del Sismi nei territori iracheni, per le trattative concluse con successo nel 2004 per la liberazione delle operatrici umanitarie Simona Pari e Simona Torretta e dei tre addetti alla sicurezza Umberto Cupertino, Maurizio Agliana e Salvatore Stefio. È stato poi mediatore per la liberazione della giornalista Giuliana Sgrena. 

### L'agguato in Iraq e la morte
La sera del 4 marzo 2005 una Toyota Corolla dei servizi segreti italiani con a bordo Giuliana Sgrena, l'autista Andrea Carpani e Nicola Calipari, giunta nei pressi dell'aeroporto di Baghdad, transita sulla Route Irish in direzione di un posto di blocco statunitense. La giornalista è stata appena rilasciata dai rapitori, a conclusione di una lunga trattativa condotta da Calipari, che aveva comunicato telefonicamente agli uffici del governo di Roma il felice esito dell'operazione, informando anche l'ambasciata.
La Route Irish è presidiata a causa delle frequenti azioni ostili nella zona (135 da novembre a marzo, per la maggior parte fra le 19 e le 21: ora in cui transitava l'auto del SISMI), e anche per il previsto passaggio dell'allora ambasciatore statunitense in Iraq John Negroponte. Approssimandosi alla zona vigilata, il veicolo è oggetto di numerosi colpi d'arma da fuoco; Calipari si protende per fare scudo col suo corpo alla giornalista e rimane ucciso da una pallottola alla testa. Anche la giornalista e l'autista del mezzo rimangono feriti. A sparare è Mario Lozano (New York, Bronx, 1969), addetto alla mitragliatrice al posto di blocco, appartenente alla 42ª divisione della New York Army National Guard. Altri soldati sono stati sospettati di aver partecipato alla sparatoria.

## Le ricostruzioni dell'accaduto
Sono state prodotte due versioni dell'accaduto, una italiana ed una americana, fra loro contrastanti in molti punti.
La vicenda ha creato forti attriti diplomatici fra Italia e Stati Uniti d'America, tanto che molti hanno subito richiamato la strage del Cermis, che pure portò ad attriti tra i due paesi, e la magistratura italiana ha aperto un'inchiesta sulla vicenda, incriminando il soldato Mario Lozano per l'omicidio di Calipari e il tentato omicidio di Giuliana Sgrena, dell'autista e di Andrea Carpani, maggiore dei Carabinieri rimasto ferito.

### Versione italiana
Dei sopravvissuti all'episodio le testimonianze sono principalmente quelle di Giuliana Sgrena, giacché l'autista, anch'egli appartenente al SISMI, non ha rilasciato dichiarazioni pubbliche, sebbene abbia riferito dell'accaduto per via gerarchica. Tuttavia, in Diario di una spia a Baghdad, un agente del SISMI presente nella capitale irachena ha raccolto e pubblicato la testimonianza dell'agente Corsaro, nome in codice usato da Andrea Carpani durante l'operazione.
Come riferito da autorità governative, Giuliana Sgrena ha sostenuto di aver visto, dopo una curva, che li avrebbe fatti rallentare fino ad una velocità massima di circa 50 km/h, una luce accecante e poi di aver udito subito dopo l'esplosione di numerosi colpi d'arma da fuoco: diverse centinaia, secondo la giornalista, protrattisi per 10-15 secondi a dire dell'autista.
Giuliana Sgrena ha aggiunto che non si trattava di un posto di blocco e che la pattuglia dei soldati americani non aveva fatto alcun segnale per identificarsi o per intimare l'"alt", come era invece regolarmente accaduto negli altri posti di controllo precedentemente attraversati, iniziando decisamente a sparare contro la loro automobile.
La giornalista dichiarò inoltre che i sequestratori, poco prima della liberazione, le avevano detto che gli statunitensi non volevano che tornasse viva in patria.

### Versione statunitense
Secondo il governo statunitense, la cui versione è stata diffusa il 1º maggio 2005, l'auto viaggiava ad una velocità prossima ai 100 km/h. I militari del check-point 541 avrebbero seguito la cosiddetta procedura delle quattro S.
Nel corso della sparatoria, alcuni dei proiettili sarebbero stati accidentalmente deviati ed uno avrebbe centrato alla testa Calipari, protesosi in avanti per proteggere con il suo corpo la giornalista.
I funzionari statunitensi hanno inoltre asserito che nessuno era a conoscenza dell'operazione condotta dal SISMI, né dell'identità delle persone a bordo di quell'auto, regolarmente presa a nolo all'aeroporto di Baghdad.
Il rapporto americano era inizialmente uscito con numerose censure, per circa un terzo dell'elaborato, che mascheravano sotto strisce nere i nomi dei soldati implicati ed altri dettagli; pubblicato ufficialmente su Internet in formato PDF, il documento fu decifrato in pochi istanti tramite copia-incolla.
L'inchiesta effettuata dai militari statunitensi ha concluso che la sparatoria avvenuta il 4 marzo 2005 al posto di blocco presso l'aeroporto di Baghdad è stata «un tragico incidente».

### Differenze tra le ricostruzioni
La differenza principale fra le due versioni è costituita dalla velocità alla quale il veicolo italiano procedeva, che secondo gli statunitensi era di circa 100 km/h, mentre secondo gli italiani era di circa la metà. L'importanza di questo fattore risiede nella motivazione dell'azione dei soldati, che in caso d'alta velocità avrebbero potuto confondere l'auto con uno dei frequenti attacchi mediante auto-bomba.
Un'altra divergenza riguarda la richiesta di arresto del mezzo per controllo, che secondo gli statunitensi sarebbe stata operata correttamente, mentre secondo Giuliana Sgrena non vi sarebbe stata affatto, mancando la segnaletica e non essendovi stati cenni o altre indicazioni in questo senso.
Secondo gli italiani le forze americane erano state correttamente avvertite; dall'altra parte si è ribattuto che gli italiani non avevano invece dato avviso alcuno delle loro attività nella zona.

### Il video pubblicato nel 2007
L'8 maggio 2007, durante il notiziario serale del TG5, è stato trasmesso in esclusiva un video contenente alcune immagini dei primi momenti successivi alla sparatoria. Il video è stato girato dallo stesso Mario Lozano e mai consegnato alla commissione d'inchiesta statunitense.
Dalla visione del video emergono due punti chiave:
- I fari della Toyota Corolla su cui viaggiava il funzionario del SISMI erano accesi, mentre i soldati americani hanno testimoniato fossero spenti. Questo è considerato un punto chiave: il fatto che i fari fossero spenti avrebbe potuto far immaginare che gli occupanti dell'automobile stessero attuando un attentato.
- L'auto è ferma ad almeno 50 metri dal carro armato americano, da ciò si deduce che l'auto al momento dei primi spari si trovasse ad una distanza superiore ai 50 metri, tenendo conto dello spazio percorso dal veicolo durante la frenata, in funzione della sua velocità iniziale. Se, come afferma la versione statunitense, l'auto procedeva a 100 km orari, al momento degli spari l'auto avrebbe dovuto trovarsi a più di 150 metri di distanza. I soldati coinvolti invece hanno sempre sostenuto di aver sparato perché l'auto era molto vicina e di non avere avuto altra scelta.

## Le inchieste giudiziarie
Al fine di stabilire cosa sia veramente accaduto, negli Stati Uniti è stata istituita una commissione d'inchiesta, ai cui lavori sono stati ammessi osservatori italiani nell'intento di produrre una relazione conclusiva comune, che potesse fugare qualsiasi dubbio circa la correttezza nei rapporti fra le due nazioni.
In Italia, la magistratura ha incontrato difficoltà ed impedimenti nello svolgimento della funzione inquirente a causa del particolare status della zona in cui si sono svolti i fatti, che risultava essere territorio iracheno sottoposto a controllo militare e sovranità di fatto statunitense dopo l'invasione dell'Iraq del 2003; negato dagli Stati Uniti il permesso di far analizzare a tecnici della polizia scientifica italiana il veicolo su cui viaggiava Calipari, i giudici hanno dovuto attendere la conclusione dei rilievi statunitensi per poter avere a disposizione il mezzo. Il diniego, motivato con ragioni militari, ha di fatto provocato lo scadimento del valore probatorio del reperto, rendendone l'esame sostanzialmente inattendibile.
Nel 2005 la Procura di Roma ha avviato un'inchiesta in merito alle dichiarazioni e alle vicende di Gianluca Preite, ingegnere informatico che, lavorando per il SISMI, avrebbe intercettato una comunicazione satellitare la sera del 4 marzo 2005. Da questa intercettazione si evincerebbe come la morte di Nicola Calipari non sia stata causata da un incidente, ma da un disegno criminoso ben preciso al quale avrebbero partecipato anche alti ufficiali militari italiani. Nel corso della conversazione, uno dei rapitori della Sgrena avrebbe riferito che la vettura su cui viaggiavano Calipari e la Sgrena in realtà era un'autobomba diretta all'aeroporto, proprio per accertarsi che gli americani aprissero il fuoco sugli italiani. La versione dell'ingegner Preite sembrerebbe essere stata confermata dal fatto che nel corso di un interrogatorio dei servizi segreti giordani a un detenuto, Sheik Husain, che viene definito come un ex leader della cellula di Baghdad di al Qaeda, è emerso che per il riscatto della Sgrena sarebbero stati pagati 500 000 dollari e che lo stesso Husain, una volta incassata la somma, avrebbe denunciato con una telefonata anonima la presenza di esplosivo nella macchina su cui si trovavano i tre italiani, pronta a saltare in aria all'arrivo all'aeroporto, circostanza che convinse i soldati americani ad aprire il fuoco al suo passaggio. Sull'intercettazione telefonica sono state affettuate varie perizie, una ordinata dai Magistrati del Pool Antiterrorismo della Procura della Repubblica di Roma (Franco Ionta, Pietro Saviotti ed Erminio Amelio), l'altra effettuata per conto della difesa del Preite, impegnato nel processo che lo vede posto a giudizio per accesso abusivo ad un sistema informatico e altri reati connessi, nonostante in sede processuale sia stato già accertato il suo lavoro per il SISMI. Nel processo scaturito dall'inchiesta, celebratosi presso il Tribunale Penale di Roma, Gianluca Preite è stato difeso dal penalista Carlo Taormina.

## I processi e le sentenze
- Primo grado

La Procura della Repubblica di Roma il 19 giugno 2006 ha formalizzato la richiesta di rinvio a giudizio per il militare americano Mario Lozano, imputato per l'omicidio di Nicola Calipari e per il ferimento della giornalista Giuliana Sgrena: il processo contro Lozano sarebbe possibile, secondo la Procura di Roma, essendo stata ipotizzata a suo carico la responsabilità in un "delitto politico che lede le istituzioni dello Stato italiano", una fattispecie riconducibile all'articolo 8 del Codice penale che consente di procedere contro chi abbia arrecato offesa a interessi politici dello Stato.
L'imputazione è stata assunta in quanto Mario Lozano risulta irreperibile ed è mancata la collaborazione richiesta e non ottenuta dagli Stati Uniti, avendo le autorità americane respinto anche una rogatoria internazionale presentata dalla Procura di Roma.
- Secondo grado

Il 25 ottobre 2007 la Terza Corte d'Assise di Roma ha prosciolto l'imputato Mario Lozano non potendo procedere per difetto di giurisdizione. Secondo il giudice italiano, difatti, le forze multinazionali in Iraq ricadono sotto la giurisdizione penale esclusiva dei rispettivi paesi d'invio. Ciò secondo una consuetudine internazionale, detta "legge dello zaino", che derogherebbe alla norma italiana sull'esercizio dell'azione penale.
- Cassazione

La sentenza è stata successivamente impugnata dalla Procura di Roma avanti la Corte di Cassazione.
Con sentenza del 19 giugno 2008, la I Sezione penale della Corte di cassazione ha rigettato il ricorso della Procura di Roma, confermando la mancanza di giurisdizione italiana sul caso. La Suprema Corte, ha però smontato le motivazioni addotte dalla Corte d'Assise, valutando «davvero inadeguata» l'interpretazione resa dal giudice di primo grado. Secondo la Cassazione, al momento dei fatti, la missione militare internazionale in Iraq non operava in regime di occupazione militare (come invece sostenuto dalla Corte d'Assise per giustificare l'assenza di giurisdizione), e, in ogni caso, Calipari non faceva parte di detta missione.
L'assenza di giurisdizione viene invece motivata con l'esistenza di un'ulteriore consuetudine che garantirebbe l'immunità funzionale (ratione materiae), dalla giurisdizione interna dello Stato straniero (nel caso di specie, quello italiano) del funzionario statale (ossia il soldato Lozano) che abbia agito iure imperii (cioè sotto poteri autoritativi).
Secondo la Corte, l'immunità verrebbe meno soltanto in presenza di una “grave violazione” del diritto internazionale umanitario (ossia al verificarsi di un crimine di guerra o di un crimine contro l'umanità), non riscontrata però nel caso di specie.

## Implicazioni e risvolti politici
- L'incontro di Palazzo Chigi del 2 maggio 2005

Il 2 maggio 2005, in un colloquio presso Palazzo Chigi, la presidenza del Consiglio dei Ministri discusse assieme all'ambasciatore americano a Roma, Mel Sembler, del rapporto italiano in via di pubblicazione. Erano presenti Gianfranco Fini (ministro degli esteri), Gianni Letta (sottosegretario alla presidenza), Giovanni Castellaneta (ambasciatore italiano a Washington), Nicolò Pollari (capo del SISMI), il diplomatico Cesare Maria Ragaglini e il generale del SISMI Pierluigi Campregher.
- Il colloquio D'Alema-Rice del giugno 2006

Del caso Calipari l'allora ministro degli Esteri Massimo D'Alema ha parlato con il segretario di Stato Condoleezza Rice, nel corso della sua visita a Washington del giugno 2006, lamentando una «collaborazione insufficiente fino a questo momento» da parte degli statunitensi sulla vicenda; il portavoce del Dipartimento di Stato Adam Ereli ha così commentato: «Se gli italiani hanno preoccupazioni, le affronteremo».
- L'incontro Castellaneta-Negroponte del 30 marzo 2007

Il 30 marzo 2007 si incontrarono l'ambasciatore italiano negli Stati Uniti Giovanni Castellaneta e John Negroponte, allora vicesegretario di Stato americano, che esercitò pressioni affinché il processo in contumacia a Mario Lozano fosse fermato.
Negroponte sottolineò come il processo a Lozano fosse "molto problematico", esortando il governo Prodi II a premere sul tribunale in quanto "le azioni sul campo di guerra esulano dalla sua giurisdizione" e "un processo in contumacia è un messaggio orribile e va fermato (stopped)". Castellaneta comunicò agli americani che "i crimini commessi all'estero ricadono nella giurisdizione di Roma" e che la Corte ha "alzato il livello di gravità del crimine per poter procedere all'estradizione". Nel resoconto dell'ambasciata, l'ambasciatore italiano
"si è detto d'accordo che il caso tra i nostri due governi è chiuso, ma non ha dato molta speranza sul fatto che il governo rallenti o blocchi il processo".

## Le rivelazioni diWikileaks

### Le dichiarazioni di Mel Sembler
In base alle comunicazioni tra Mel Sembler e il governo USA a Washington, rivelate a fine 2010 da Wikileaks e dal Guardian, appare come il rapporto italiano, almeno nella parte in cui definiva l'omicidio Calipari come "non intenzionale", fosse stato appositamente costruito per impedire ulteriori inchieste della magistratura, ed evitare che la vicenda danneggiasse i rapporti bilaterali Italia-USA e l'impegno militare italiano in Iraq. Il governo Berlusconi III si sarebbe impegnato a bloccare i tentativi di ulteriori indagini da parte delle commissioni parlamentari, così come già richiesto dall'opposizione di centrosinistra, sostenendo la tesi del "tragico incidente".
All'ambasciata americana viene comunicato (come trasmesso per nota da Mel Sembler a Washington) che il rapporto italiano indica che:
Nel colloquio si fa inoltre cenno all'opportunità che il presidente George W. Bush chiami Berlusconi il giorno successivo, prima che il 5 maggio Berlusconi si presenti in Parlamento per discutere il rapporto.
Sembler, inoltre, raccomanda che l'amministrazione USA non critichi approfonditamente il rapporto italiano, in quanto si produrrebbero "conseguenze asimmetriche": un'immagine troppo accondiscendente, o sleale, del governo italiano di fronte all'opinione pubblica potrebbe causare "severe conseguenze" al governo Berlusconi e all'impegno militare italiano in Iraq.
Il governo Berlusconi IV si è dissociato dal contenuto delle comunicazioni di Sembler, definendole come "valutazioni personali" e "fuorvianti". Nonostante ciò il Comitato Parlamentare di controllo per la Sicurezza della Repubblica (Copasir) coordinato da Massimo D'Alema ha richiesto per la stessa giornata del 21 dicembre 2010 le audizioni di quanti, a vario titolo, sono stati coinvolti nella vicenda, tra cui Nicolò Pollari, direttore del SISMI all'epoca dei fatti, e Gianluca Preite, anch'egli coinvolto nell'inchiesta (vedi sopra), e altri ufficiali militari dei servizi segreti.

### L'"embassy cable" del 2011
Nel 2011 Wikileaks ha pubblicato un embassy cable risalente al 9 maggio 2005 (redatto dopo che il premier aveva riferito del caso in parlamento) in cui l'ambasciata americana a Roma conferma l'amicizia fra Italia e Stati Uniti e, per evitare problemi, il presidente del consiglio fa capire agli americani che li "lascerà fare" nel mostrare la loro versione, senza fornire alcun contraddittorio. L'ambasciatore inoltre fa notare che per gli investigatori americani era una cosa ovvia chiedersi come mai di 30 auto che avevano attraversato il posto di blocco solo una è stata presa a mitragliate.

## Ipotesi e dubbi
Il governo statunitense si era espresso in senso fortemente critico nei confronti dei servizi segreti italiani, che secondo la parte statunitense non avevano esitato a pagare ingenti riscatti per la liberazione di altri sequestrati in Iraq. Tale condotta, sostengono gli Stati Uniti, costituirebbe un pericoloso incentivo per le bande criminali a compiere altri sequestri di persona. Lo stesso Calipari, nel caso, sarebbe stato diretto destinatario di tali critiche, vista la centralità del suo ruolo in trattative tenute per precedenti rapimenti.
Alla luce anche di successive intercettazioni, si è perciò sospettato un atto premeditato, anche in virtù delle affermazioni di Giuliana Sgrena, cui i rapitori, liberandola, avrebbero segnalato che gli Stati Uniti non avrebbero gradito un suo ritorno a casa.
Anche escludendo una premeditazione, alla luce dei fatti e delle menzogne dimostrate dal video successivamente emerso, l'accaduto ha sollevato cocenti critiche verso l'organizzazione statunitense e la disinvoltura sull'uso delle armi. Un'analisi oggettiva sulle tempistiche verificabili coi reperti a disposizione, infatti, conduce alla conclusione che anche se vi fosse stato l'avviso di fermarsi, non si sarebbe lasciato ai malcapitati il tempo di arrestarsi prima che venisse aperto il fuoco.

## Riconoscimenti
Il 25 marzo gli fu dedicata l'intestazione del nuovo teatro comunale di Cerchio, in Abruzzo.
Il 30 marzo 2005 gli fu dedicato l'auditorium di Palazzo Campanella, sede del Consiglio regionale della Calabria, in Via Portanova a Reggio Calabria.
Il 3 marzo 2006 fu inaugurato un cippo commemorativo a Nicola Calipari nel Comprensorio di Forte Braschi a Roma, sede storica del SISMI.
Il 4 marzo 2010 gli fu dedicata un'aula presso la Palazzina Studi della Scuola Superiore di Polizia, in Via Pier della Francesca, 3 a Roma.
Il 5 marzo 2014 è stato a lui dedicato un bassorilievo presso il primo piano della Questura di Roma.
A Roma gli sono stati intitolati i giardini di Piazza Vittorio Emanuele II.
Almeno nei seguenti Comuni italiani esiste una "Via Nicola Calipari" (elenco non esaustivo):
- Albignano d'Adda (MI)
- Altavilla Milicia (Città metropolitana di Palermo)
- Ancona (AN)
- Avezzano (AQ)
- Arnasco (SV)
- Avola (SR)
- Bancole (MN)
- Botrugno (LE)
- Bussolengo (VR)
- Cagliari (CA)
- Casaletto Lodigiano (LO)
- Cassano Allo Jonio (CS)
- Castelguelfo (BO)
- Castellabate (SA)
- Castelverde (CR)
- Catania (CT)
- Catanzaro (CZ)
- Colleferro (RM)
- Corbetta (MI)
- Cordenons (PN)
- Credera Rubbiano (CR)
- Crevalcore (Città metropolitana di Bologna)
- Crotone (KR)
- Delianuova (RC)
- Ficarazzi (PA)
- Fiuggi (FR)
- Grottaglie (TA)
- Lugo (RA)
- Mantova (MN)
- Monterosi (VT)
- Noceto (PR)
- Ortona (CH)
- Palermo (PA)
- Parma (PR)
- Pegognaga (MN)
- Porto Mantovano (MN)
- Quattro Castella (RE)
- Ragusa (RG)
- Roburent (CN)
- Roma (Giardini Nicola Calipari)
- San Calogero (Piazza Nicola Calipari)
- Teramo (TE)
- Truccazzano (MI)
- Velletri (RM)

## Citazioni
- Il cantautore Samuele Bersani, nella canzone Occhiali rotti, brano dell'album L'aldiquà (2006), fa un riferimento alla vicenda di Nicola Calipari:

(Samuele Bersani, L'aldiquà)
- Anche Caparezza, nella canzone Ti Giri, brano dell'album Habemus Capa (2006), cita la vicenda:

(Caparezza, Habemus Capa)
- Anche Ascanio Celestini, nella canzone Poveri partigiani, brano dell'album Parole sante (2007) cita la vicenda:

Chi muore muore con onore... chi sopravvive vive nel dolore

Povero Nicola Calipari che gli hanno pure intitolato un'isola pedonale

Sarà contenta la moglie che ha sposato

Una zona a traffico limitato?»
(Ascanio Celestini, Parole sante)

## Cinema
- Il 6 marzo 2025, sulla vicenda in cui trovò la morte vent'anni prima, è uscito il film Il nibbio, diretto da Alessandro Tonda e interpretato da Claudio Santamaria. Nibbio era il nome in codice scelto da Nicola Calipari in omaggio all'uccello rapace tipico del "suo" Aspromonte.